# Харьковский инженерно-экономический институт
Харьковский инженерно-экономический институт — высшее учебное заведение для подготовки инженеров-экономистов, преимущественно для отраслей тяжёлой промышленности, действовал в Харькове (УССР) в 1930—1994 гг. С 1994 г. — Харьковский национальный экономический университет.

## История
ХИЭИ образован в результате реорганизации Харьковского института народного хозяйства на базе его промышленного факультета. Начальный контингент студентов в 1930/31 учебном году составлял 600 человек на 1, 2, 3 курсах. Первоначально находился в ведении ВСНХ УССР, Народного комиссариата тяжёлой промышленности УССР. Развитая тяжёлая промышленность Харьковского региона и Донбасса обеспечивала институту базу производственной практики, научно-исследовательской работы, трудоустройства выпускников.
В нач. 1930-х гг. в институте был разработан профиль подготовки специалистов узкой специализации — инженеров-экономистов для предприятий чёрной металлургии, угледобывающей и коксохимической промышленности.
Шедшая в течение 1930-х гг. разработка нового профиля подготовки обусловила ряд изменений в количестве факультетов и направленности подготовки на них. Первоначально предполагалось, что обучение в институте будет вестись на трёх факультетах: производственного планирования, труда и рационализации, технико-экономического проектирования. Обучение на каждом из них должно было вестись по трём отраслевым циклам (отделам) — металлургическому, горному, химическому. В 1934 г. схема организации была упрощена: создавался основной (общетехнический) факультет, где велась подготовка студентов младших курсов и четыре отраслевых факультета: металлургический, горный, машиностроительный и химический. В 1935 г. было предложено создать три факультета: организации и планирования производства, промышленного снабжения и складского хозяйства, бухгалтерского учёта и калькуляции. В 1938 г. было возобновлено обучение на отраслевых факультетах, основной (общетехнический) факультет не создавался. Одновременно, происходил поиск оптимального соотношения в учебном плане между отдельными группами дисциплин, устранялась многопредметность, дублирование и несогласованность учебных курсов.
Создание большого количества отраслевых вузов привело к острому дефициту квалифицированных преподавателей и массовому совместительству. Неудовлетворительными были материально-технические условия деятельности. В 1933 г. действовали 3 лаборатории из необходимых 10. Институт не имел собственного здания, достаточного количества кабинетов и учебных аудиторий, приборов, специального оборудования. К концу 1930-х гг. учебный процесс в институте был нормализован, развитие получила научно-исследовательская деятельность.
В 1941—1942 г. работа института была прекращена и возобновлена после освобождения Харькова осенью 1943 г.
| Ректоры ХИЭИ:                            |                 |
| Бидный, Василий Герасимович              | 1930 г.         |
| Толстов, Иван Иванович                   | 1932 – 1933 гг. |
| Обломский, Яков Антонович                | 1933 – 1934 гг. |
| Брагин, Иван Дмитриевич                  | 1934 – 1938 гг. |
| Ямпольский, Стефан Михайлович            | 1938 – 1941 гг. |
| Сазонов, Александр Васильевич            | 1943 – 1947 гг. |
| Тесленко-Пономаренко, Феодосий Федотович | 1947 – 1965 гг. |
| Штец, Константин Александрович           | 1966 – 1977 гг. |
| Сироштан, Николай Антонович              | 1978 – 1994 гг. |

В 1946/47 учебном году довоенная численность контингента была превышена и продолжала возрастать в последующие годы. В 1950/51 учебном году — 858 студентов и 84 штатных преподавателей, в том числе ведущих специалистов-практиков харьковских проектных и научно-исследовательских институтов. В 1948/1949 г. начато обучение студентов-иностранцев из государств Восточной Европы, с 1959 г. — граждан КНР. С 1956 г. действовало вечернее и заочное отделение. В 1948 г. было организовано студенческое научное общество.
В 1948 г. преподаватели ХИЭИ выступили с региональной экономической инициативой «Харьков вузовский — Харькову индустриальному». В её рамках были осуществлены проекты помощи восстанавливаемым промышленным предприятиям. В 1950-е гг. под руководством Е. Г. Либермана группой учёных ХИЭИ была проведена исследовательская программа по изучение производства 25 машиностроительных заводов Харькова и Харьковской области. В ходе исследований были выработаны предложения, впоследствии легшие в основу экономической реформы 1965 г.
В конце 1950-х — нач. 1980-х гг. при ХИЭИ создаются совместные с ведомствами проблемные научно-исследовательские лаборатории. Возрастает объём прикладных исследовательских проектов, выполнявшихся для предприятий тяжёлой промышленности города и республики. К 1974 г. ХИЭИ проводил совместные исследовательские программы с 19 НИПИ, поддерживал деловые контакты с 14 академическими институтами системы АН СССР и АН УССР, прочими вузами, исследовательскими организациями, ведомствами, научно-промышленными объединениями. Для повышения уровня экономической подготовки ИТР и хозяйственных руководителей региона организовывались лекции, курсы, Народный университет экономических знаний и т. п.
В 1959 г. студентам были прочитаны курсы математических методов в планировании, в 1960 г. методы математического анализа производственных процессов введены в курсы всех профилирующих дисциплин. В 1957 г. кабинет кафедры бухгалтерского был оснащён вычислительными машинами ВК-1, Рейнметалл КЕЛ-2, AES-DE-33. В 1958 г. институт предложил создать научно-исследовательскую лабораторию по изучению использования ЭВМ для управления производством. В 1960 г. была создана машиносчётная станция, преобразованная в вычислительный центр (ЭВМ 1965 г. — «Урал-1», 1967 г. — «Раздан-2», 1974 г. — «Урал-14Д», 1976 г. — ЕС-1020). В 1977 г. на студента в год приходилось 1, 4 часа машинного времени, по степени информатизации обучения ХИЭИ занимал ведущие позиции среди экономических вузов Украины.
В 1964 г. специальность «организация механизированной обработки экономической информации» была выделена в отдельный факультет. В 1969 г. был создан экономический факультет, в 1983 г. — кафедра экономического анализа. С 1960 г. действовали курсы (с 1965 г. факультет) организаторов промышленного производства. В 1979 г. был прекращён приём студентов на металлургический и горный факультеты и создан факультет организации и нормирования труда. В 1980 г. в составе института было 10 факультетов, 24 кафедры, подготовительное отделение и подготовительные курсы, курсы повышения квалификации ИТР, научно-исследовательский сектор, библиотека, вычислительный центр, аспирантура, две базовые научно-исследовательские лаборатории.
В 1962—1991 гг. действовал «университет культуры» для студентов, студенческий строительный отряд «Горняк».
Развитие института сдерживалось недостаточностью материально-технической базы. С 1940-х гг. ощущался острый дефицит специального оборудования. С 1950 гг. рост контингента систематически обгонял выделяемые институту ассигнования на развитие. Ввод в 1971 г. новой специализации по математическому обеспечению ЭВМ на четырёх факультетах не обеспечивался пропорциональным развитием материальной базы вообще. Особенно не хватало учебных помещений: в 1977 г. 3,2 м2 полезной площади на студента против 11,6 м2 необходимых по действующим нормативам. Имелось только 95 посадочных мест в библиотеке, обучение велось по трёхсменному графику, учебные кабинеты и лаборатории вынужденно использовались для проведения лекционных занятий. Отсутствие не поставленного институту комплекта текстовых дисплеев в 30 раз снижало эффективность использования ЭВМ ЕС-1020 в учебном процессе. Не выполнялись заявки института на типографское оборудование. Компенсировать относительную слабость лабораторной базы позволяло лишь сотрудничество с предприятиями региона.
Конкурс в 1950-е гг. 1,1 — 1,5 человек; 1960—1970-е гг. — более 2-х (3,42 — в 1965 г., 2,62 — в 1977 г.). В 1977 г. в ХИЭИ обучались 221 студентов-иностранцев из 25 стран (3-е место среди вузов Харькова).
В 1980-е гг. было начато создание т. н. учебно-научно-производственных объединений: кафедра — филиал кафедры — завод. С 1988 г. впервые на Украине начата подготовка специалистов для внешнеэкономической деятельности на специальном внешнеэкономическом факультете (с 1991 г. — Высшая школа международного бизнеса).
В 1990—1994 г. учебный процесс перестраивается. Вводятся новые учебные курсы. Происходит подготовка к переходу на обучение по схеме 4 + 1 + 2 (бакалавр — специалист — магистр), использованию модульного построения учебных программ, расширению самостоятельности студента в учёбе. Кафедры и факультеты реорганизуются с переходом на подготовку по широкому профилю в направлениях маркетинг, менеджмент, внешнеэкономическая деятельность, финансы.
В 1994 г. институт получил IV уровень государственной аккредитации и Постановлением Кабинета Министров Украины был преобразован в Харьковский государственный экономический университет.

## Факультеты и направления подготовки

Численность студентов ХИЭИ всех форм обучения (1932—1977 гг.) и численный состав факультетов дневного отделения в 1974/1975 учебном году

По профилю подготовки 1930-х гг., основной задачей инженера-экономиста было производственное планирование, техническое нормирование, технико-экономическое проектирование; также, анализ производства и планирование развития. Подготовка инженера экономиста в ХИЭИ охватывала вопросы техники, экономики и организации производства на предприятиях тяжёлой промышленности.
В 1960-е — 70-е гг. происходит перенос акцентов на овладение методами экономического анализа, использование математических методов и вычислительной техники, исследовательские навыки.
Факультеты:
- машиностроительный
- горный
- химический
- металлургический
- промышленного снабжения (с 1949 г.; действовал в 1950-е гг.)
- организации механизированной обработки экономической информации (с 1964 г.)
- экономический (с 1969 г.)
- организаторов промышленного производства (с 1965 г., в 1989 г. — Межотраслевой институт повышения квалификации и переподготовки кадров).
- вечерний
- заочный.

## Учебный план

Учебный план специальности «экономика и организация машиностроительной промышленности» — ХИЭИ, 1958/1959 учебный год

Учебный план специальности «экономика и организация горной промышленности» — ХИЭИ, 1964/1965 учебный год

Учебный план специальности «организация механизированной обработки экономической информатики» — ХИЭИ, 1969/1970 учебный год

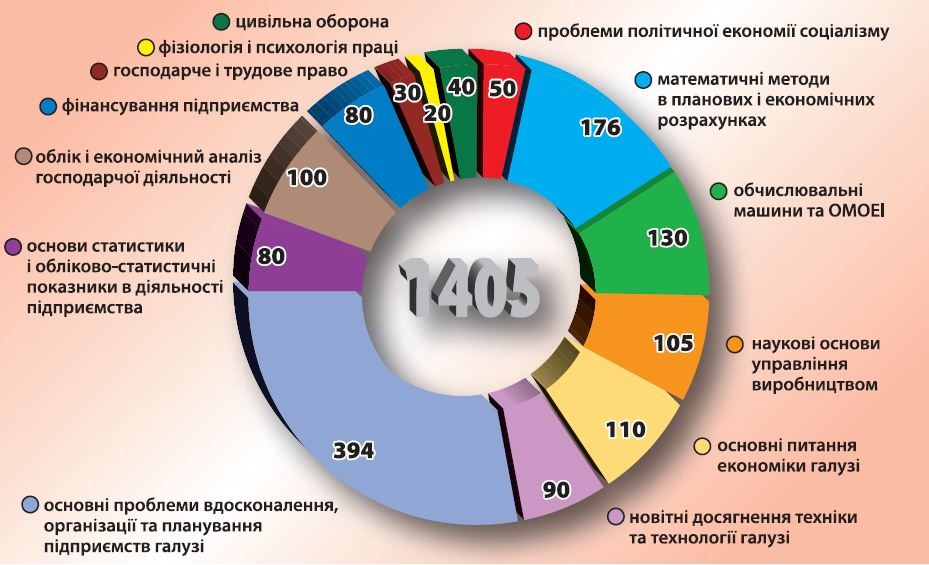
Тематический план факультета организаторов промышленного производства (ФОПП) — ХИЭИ, 1969/1970 учебный год

Учебный план института был направлен на подготовку специалистов узкого профиля — инженеров-экономистов для отраслей тяжёлой промышленности Украины. Сочетались учебные курсы общеобразовательные (химия, физика, высшая математика), технологические (технология машиностроения, сопромат, геодезия, механика и т. д.), специальные экономические (техническое нормирование, организация и планирования предприятий) по отраслям промышленности, общественно-политические. Сочетание технической и специальной производственно-экономической подготовки предполагало усиление блока естественнонаучных дисциплин: математики, физики, химии.
В 1960-е гг. усиливается математическая подготовка. В учебные программы всех факультетов вводятся математический анализ, теория вероятностей, математические методы в экономике, сетевое планирование и сетевое программирование, научная организация труда, технико-экономический анализ. На рубеже 1970-х гг. также — обработка информации на ЭВМ, инженерная психология. Целью института признаётся «обеспечить выпуск экономически мыслящих инженеров, хорошо знающих факторы повышения эффективности производства, владеющих методами экономического анализа, выбора на основе использования современных математических методов и вычислительной техники оптимальных хозяйственных вариантов». Сочетание научной, практической хозяйственной деятельности с обучением позволяло достичь высокого уровня подготовки специалистов.
В конце 1980-х — начале 1990-х гг. вводятся учебные курсы макроэкономики, микроэкономики, менеджмента, предпринимательства, трудового, хозяйственного и торгового права, маркетинговых исследований и арендных отношений. Преподавание специальных технических дисциплин сокращается.

## Наука

### Исследовательские проекты 1940-х — 1970-х гг.

Схема производственных связей и объектов исследований кафедры экономики и организации химической промышленности ХИЭИ, нач. 1960-х гг.

Наличие в ХИЭИ специальных экономических и технологических кафедр обуславливало направленность научно-исследовательской работы учёных ХИЭИ. Преимущественно, она велась в интересах предприятий и проектных организаций в направлениях отраслевой экономики и технологии производств машиностроения, металлургии, горного дела, коксохимии и основной химии. Прикладные исследовательские проекты, выполняемые на основе хозяйственных договоров с предприятиями как правило преобладали.
В рамках региональной инициативы «Харьков научный — Харькову индустриальному!» 1948 г. был выполнен ряд прикладных исследовательских проектов по организации на заводах поточного и конвейерного производства, использования расчётно-технических норм, налаживанию эффективного производственного оперативного учёта и планирования, введению нормальных производственных циклов, схем хозяйственного расчёта, использования статистических методов (на основе работа академика Колмогорова) анализа технологических процессов и контроля качества — в машиностроении; анализа баланса и финансового плана предприятия — в металлургии; перехода на работу по циклическим графикам — в горном деле. Результатом реализации проектов был рост производительности труда, снижение трудоёмкости и себестоимости производства. В начале 1950-х гг. проекты велись комплексными бригадами в составе ведущих преподавателей, аспирантов, студентов старших курсов. В 1950-е — 1970-е гг. на базе ХИЭИ воздавались совместные с заинтересованными организациями проблемные научно-исследовательские лаборатории.
В 1950-е гг. исследовательские проекты выполнялись по заказам Харьковского, Донецкого, Ворошиловградского совнархозов. В 1952 г. группой учёных кафедры экономики и организации машиностроительного производства под руководством Е. Г. Либермана был начат крупный исследовательский проект на 25 машиностроительных предприятиях региона. В металлургии исследовалась работа по сетевым графикам и автоматическое управление производством (совместно с Киевским институтом автоматики, 1960 г.), оптимальные режимы работы доменных печей, налаживание рациональной работы вспомогательных производств и схемы грузопотоков (Л. М. Либерман, К. А. Штец). ХИЭИ стал ведущим исследовательским центром экономики коксохимического производства. Рекомендации и технико-экономические оценки учёных ХИЭИ были положены в основу политики развития отрасли (П. Е. Сект).
Целью работ на шахтах Донецкого бассейна было изучение проблемы недостаточного экономического эффекта от капиталовложений и использования в горном деле новой техники — в 1956 г. производительность труда шахтёра оставалась на уровне 1940 г. Исследования велись в координации с Ворошиловградским совнархозом и рядом проектных институтов и Институтом экономики АН УССР. Учёными ХИЭИ было установлено отставание вспомогательных участков угольных шахт от быстрого роста мощности горных машин и комбайнов. Некомплексная механизация трудоёмких процессов приводила к появлению т. н. «узких мест» — технологических участков с недостаточной производительностью, ограничивавших мощность всего производства. В исследованиях были применены математико-статистические методы, была предложена методика выявления «узких мест» и разработана эффективная концепция комплексной механизации горного производства (К. Д. Науменко, О. М. Дудник, В. П. Сивый).
Исследователи ХИЭИ разрабатывались технологии, направленные на сокращение трудоёмких операций и оптимальное использование дефицитных материалов. Харьковским машиностроительным предприятиям были предложены электротепловой метод сопряжения, холодное выдавливание с обратным вытеканием металла, наплавка рабочих частей инструментов, плоскостная чеканка, зубчатые передачи М. Л. Новикова и проч. Учёные института участвовали в проектах модернизации металлургических производств, развивали идеи многоклетьевого блюминга (А. А. Александров), рекуперативных коксовых печей (Г. С. Халабузарь), улучшенных технологий производств основной химии (П. И. Введенский, О. Я. Крайняя).
В 1950-е — 1960-е гг. в научно-исследовательской деятельности учёных ХИЭИ всё более активно использовались достижения специальных отраслей математики и информатики: методы математической статистики, исследования операций, математического программирования, математико-статистического и математико-экономического моделирования.
Прилагались усилия по кооперации и координации научно-исследовательской работы. На металлургическом факультете в 1960-е гг. удавалось объединять научной кооперацией 135 преподавателей и штатных сотрудников научно-исследовательского сектора и около 100 студентов. В 1965 г. был создан комплексный план помощи машиностроительным предприятиям Харькова (С. У. Олейник). На заводах действовали группы технико-экономического анализа. Целью исследовательских проектов в машиностроении было повышение рентабельности производства. Внимание акцентировалось на механизмах хозрасчёта, экономического стимулирования, использовании интегральных показателей эффективности — прибыли, рентабельности, себестоимости. В 1970-е гг. проекты охватывали не только основное производство, но и вспомогательные цехи, службы, технические отделы.
В металлургии разрабатывались эффективные системы управления производством, проводился статистический анализ работы доменных, конвертерных производств Енакиевского, Коммунарского, Макеевского, Криворожского, Нижнетагильского, Западносибирского металлургических комбинатов. В горнодобывающем производстве анализ и прогноз себестоимости на основе математических моделей.
В 1960-е — 1970-е гг. учёные ХИЭИ активно участвовали в разработке АСУП и автоматизация планово-экономических работ на предприятиях региона. На ХТЗ был выполнен проект по типу standard cost — были разработаны подетально-узловые нормативы производственных затрат на 80-ти колонных перфокартах; была достигнута автоматизация расчётов нормативов себестоимости товарного выпуска помесячно в разрезе цехов. На Харьковском турбинном заводе — алгоритм составления оптимальной производственной программы завода для ЭВМ «Урал-4». Проект предусматривал эффективную схему организации, планирования, учёта, контроля для предприятия с уникальным оборудованием и мелкосерийным производством. Автоматически проводилась калькуляция в разрезе цехов, расчёт заработной платы, оптимальной численности персонала и т. д. (С. У. Олейник, С. К. Потёмкин) Серия подобных проектов привела к тому, что на харьковских предприятиях улучшился нормативный учёт, повысился уровень производственного планирования, у заводского персонала появилась возможность оперативно проводить эффективный анализ результатов производства.
Большой резонанс имели работы по математико-статистическому моделированию процессов воспроизводства в экономике СССР, нахождению оптимальных пропорций накопления и потребления (А. Г. Занегин).
Учёные институты активно участвовали во внедрении станков с ЧПУ на заводах Харькова. В ХИЭИ разрабатывались технологии производства качественных сталей с обработкой синтетическими шлаками, отопления мартеновских печей природным газом с самокарбюрацией в ацетиленовом режиме (Е. Б. Костюченко; совместно с ин-м «Гипросталь», на технологию были сделаны патентные заявки фирм США, Франции, Италии, Канады, ФРГ, Японии); технология магнитной обработки воды — «использования нестойких состояний водных систем для интенсификации технологических процессов» и проч.

Рост объёмов хоздоговорных научно-исследовательских работ учёных ХИЭИ, 1969—1975 гг.

В 1965—1970 гг. объём хоздоговорных работ вырос в 2,1 раза. В 1975 г. по результатам НИР ХИЭИ занимал первое место среди экономических вузов УССР; выполнялся 61 хоздоговор, из них 37 с заводами (ХТЗ, ХЭМЗ, КрАЗ, Полтавский завод искусственных алмазов и алмазных инструментов, Криворожский и Коммунарский металлургические, Донецкий и Днепропетровский коксохимические и др.), с 15 НИИ, другими научно-исследовательскими и хозяйственными организациями.

### Научные школы
В 1950-е — 1970-е гг. в ХИЭИ сформировались научные школы в направлениях экономики и технологии отраслей тяжёлой промышленности:
| экономики машиностроительной промышленности                                      | Е. Г. Либерман, С. У. Олейник и др. |
| экономики горной промышленности                                                  | К. Д. Науменко, В. Б. Сивый         |
| экономики металлургической промышленности                                        | К. А. Штец                          |
| экономики коксохимической промышленности                                         | П. Е. Сект                          |
| организации производства и социологии труда                                      | І. П. Алдохин                       |
| экономических проблем качества                                                   | Р. М. Колегаев                      |
| технологии химического производства                                              | П. И. Введенский                    |
| технологии металлургического производства                                        | А. А. Александров                   |
| технологии машиностроительного производства                                      | В. В. Кононенко                     |
| математических методов в экономических исследованиях и экономической кибернетики | С. Н. Воловельская                  |
| экономического анализа                                                           | С. А. Кулиш                         |

### Проблемные научно-исследовательские лаборатории
НИЛ экономики и планирования промышленности
Создана в 1959 г. по договорённости с Харьковским совнархозом в развитие начатого в 1952 г. исследовательского проекта по изучению машиностроительных производств Харьковского региона. Научные руководители Е. Г. Либерман, с 1963 г. С. У. Олейник.
Лабораторией проводился статистический анализ направленный на выявление закономерностей изменения разных видов затрат при изменении объёмов производства. Была создана упрощённая методика расчёта цеховой себестоимости и контроля над затратами. Исследование литейных цехов привело к выявлению математических зависимостей между себестоимостью и производительностью труда, специализацией производства, развешиванием литья, масштабами производства. На основе закономерностей были разработаны нормативы. По результатам изучения структуры управления заводами, были предложены упрощавшие управление схемы безцеховой организации. Разрабатывались методы определения экономической эффективности использования новых технологий, механизации и автоматизации, выявления рациональных и эффективных технологических новаций.
Исследовательским коллективом изучались вопросы себестоимости продукции, структуры основных и оборотных фондов, проводились расчёты по факторам рентабельности, экономические эксперименты. Была создана картотека технико-экономических показателей деятельности предприятий, анализировалась их динамика, разрабатывались сводные карты по группам заводов и типам производства.
По итогам исследований было выяснено, что рациональное использование рабочего времени и сокращение удельного веса опытно-статистических норм выработки, квалифицированное и современное оперативное планирование на заводах могли привести к росту производительности труда на машиностроительных производствах на 17 — 26 % при значительном снижении себестоимости. В целом, это открывало путь для ликвидации отставания производительности труда от роста технической вооружённости машиностроения.
НИЛ зубчатых передач
Создана в 1959 г. Харьковским совнархозом на базе ХИЭИ. С 1960 г. участвовала в широком внедрении зубчатых передач М. Л. Новикова на машиностроительных предприятиях Харькова.
НИЛ проблем качества и стандартизации техники
Создана в 1975 г. Гостандартом СМ СССР на базе ХИЭИ. Научный руководитель проф. Р. Н. Колегаев. Изучались вопросы возобновления оборудования; повышения эффективности ремонтного производства; оптимизации работы ремонтных циклов и сроков службы техники; создание эффективных методов экономической оценки качества и надежности машин и оборудования. По заказу ХТЗ были выполнены расчёты экономического эффекта от замены трактора Т-74 на Т-150 в сельском хозяйстве.
НИЛ по использованию экономико-математических методов в материально-техническом снабжении
Научный руководитель проф. С. А. Кулиш. Изучался метод многофакторного прогнозирования показателей работы баз материально-технического снабжения. Проводился анализ хозяйственной деятельности предприятий, хозяйственного планирования, управления на основе статистического моделирования и прогнозирования.
НИЛ по применению математических методов в экономических исследованиях
Создана в 1971 г. при кафедре экономики и организации металлургического производства. Руководитель А. Н. Григоренко.
Отраслевая НИЛ экономико-математического моделирования систем стимулирования труда и производства
Создана в 1977 г. Научный руководитель В. П. Хайкин. Действовала при поддержке Харьковского электроаппаратного завода. Лаборатория участвовала в подготовке и проведении масштабного экономического эксперимента по расширению прав и созданию дополнительных механизмов экономической ответственности предприятий и объединений электротехнической промышленности в 1984 г.

### Студенческое научное общество
Создано в 1948 г. В 1961 г. — 11 кружков, объединённых в 4 факультетские организации; 334 студента — 33 % студентов дневной формы обучения. С 1960 г. действовали студенческие конструкторские, технологические и технико-экономические бюро, привлекаемые для выполнения исследований по хозяйственным договорам кафедр и лабораторий. Студенческие бюро привлекались для проведения расчётно-конструкторских работ в рамках хоздоговорных исследовательских проектов ХИЭИ, в том числе за денежное вознаграждение. Создавались студенческие группы анализа работы предприятий (на харьковских тракторном, турбинном, велосипедном, электромеханическом, «Серп и Молот», подъёмно-тракторного оборудования заводах). В 1963 г. 73 студента старших курсов проводили массовые фотографии работы автоматических линий моторостроительного производства завода «Серп и Молот» по заказу Госплана УССР. В 1973 г. действовали 11 бюро, в 1978 г. 30 кружков и 10 бюро с охватом (номинальным) до 77 % студентов дневного отделения. В 1975 г. в учебный план был введен курс "Учебной исследовательской работы студентов " в течение всех курсов в объёме 400—450 часов.

## Известные выпускники
Кулаков Николай Константинович — ведущий инженер Государственного института по проектированию предприятий коксо-химической промышленности «Гипрококс» (Харьков), разработчик советских проектов коксовых печей большой ёмкости, установок сухого тушения кокса и проч. инженерных решений, определивших направления развития отрасли во второй половине ХХ -нач. XXI ст.; окончил рабфак ХИНХ и горный факультет ХИЭИ (1929—1936 гг.).
Либерман Евсей Григорьевич — советский экономист, автор концепции экономической реформы 1965 г.; в 1930—1935 гг. окончил машиностроительный факультет ХИЭИ, в 1930—1963 гг. доцент, профессор ХИЭИ.
Москаленко Владимир Петрович — советский экономист-производственник, заместитель генерального директора Сумского НПО им Фрунзе, инициатор резонансных экономических экспериментов 1980-х гг.; окончил машиностроительный факультет ХИЭИ (1958 г.).
Сериков Сергей Александрович — генеральный директора завода «Коммунар» (Запорожье), создатель легкового гражданского автомобилестроения в УССР; окончил машиностроительный факультет ХИЭИ (1930—1934 гг.).
Чечетов Михаил Васильевич — народный депутат Украины, глава Фонда госимущества Украины, советник Президента Украины; окончил горный факультет ХИЭИ (1979 г.), декан экономического факультета ХИЭИ, профессор ХИЭИ и ХНЭУ.
Шелест Пётр Ефимович — советский партийный и государственный деятель, член Политбюро, Президиума ЦК КПСС, первый секретарь ЦК Компартии Украины; обучался на металлургическом факультете ХИЭИ в 1930—1932 гг.
Щербаков, Владимир Васильевич — советский политический и государственный деятель, первый секретарь Калининградского обкома КПСС, профессор, ректор Московского финансового института (1953—1985).
Ямпольский Стефан Михайлович — советский учёный-экономист, академик АН УССР, директор Института экономики АН УССР; окончил ХИНХ и ХИЭИ (1932 г.), аспирантуру ХИЭИ (1941 г., научный руководитель Е. Г. Либерман), в 1938—1941 гг. — директор (ректор) ХИЭИ.